# Різдво в Словаччині

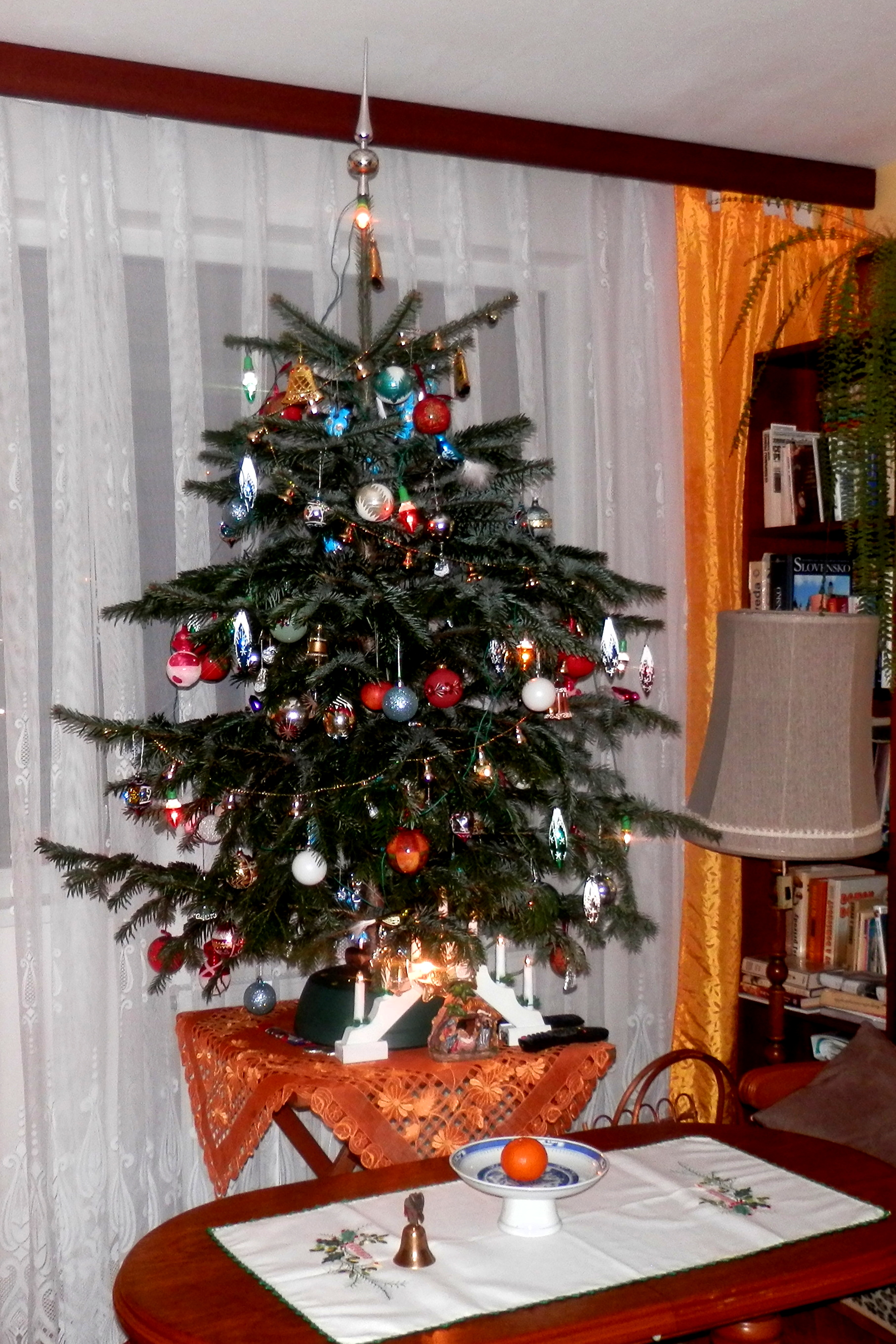
Традиційна ялинка

Різдво в Словаччині є важливим святом для словаків, а також для більшості населення християнських країн. Як і в інших частинах Європи, Різдво починається 24 грудня і закінчується Водохрещем 6 січня.

## Адвент

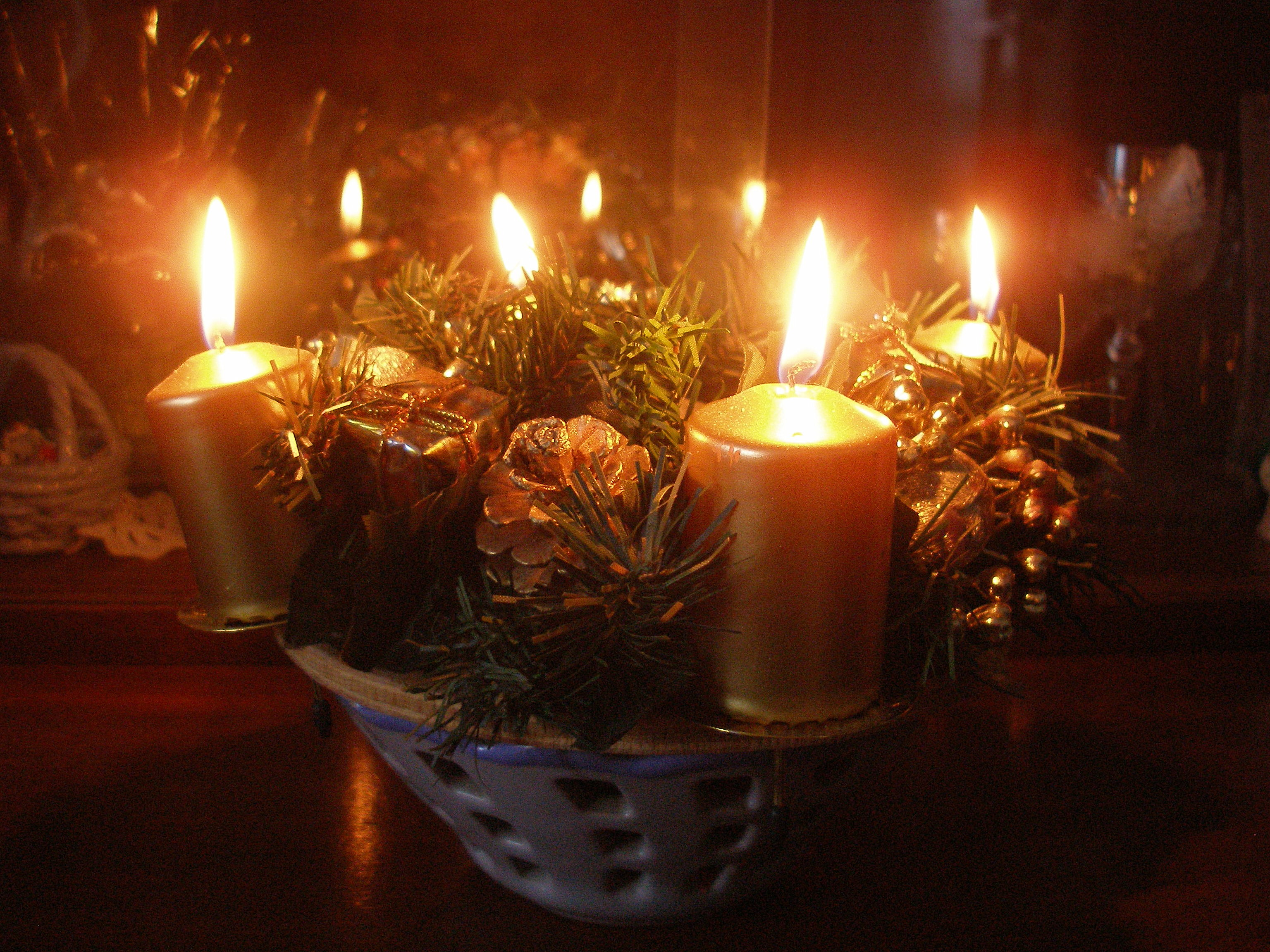
Адвентовий вінок

Під час Адвенту типово випікати солодощі, найчастіше, наприклад, імбирні пряники чи ванільні булочки. Тут також прикрашають адвентовий вінок, на нього ставлять чотири свічки, які запалюють по черзі.
У цей період, як і в інших країнах, також прикрашають ялинку, яку прикрашають різними вогниками, колбами або прикрасами ручної роботи. Зірку найчастіше ставлять на верхівку ялинки. Деякі люди також будують свої різдвяні вертепи під час Адвенту. Діти отримують адвент-календарі, які використовуються для відліку днів від Адвенту до Різдва.

## Святвечір

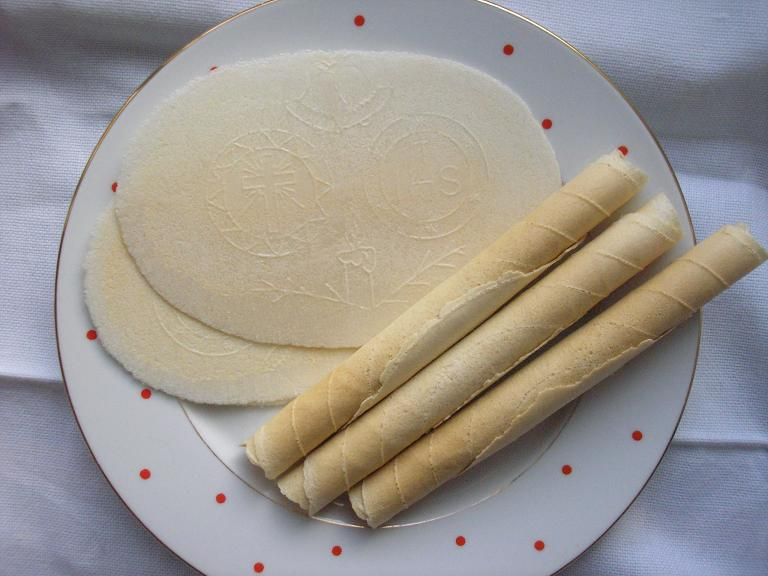
Різдвяні вафлі

Різдво — пісний день, головна їжа — вечеря. Під скатертину заведено класти луску коропа або гроші, щоб родині вистачило грошей на рік. Обід повинен складатися з 12 страв, які символізують число апостолів. Під час вечері ніхто не повинен залишати стіл.
Перед основною стравою розрізають яблуко — якщо в ньому з'являється зірочка, це означає удачу. Першою стравою є облатки, які є символом радості та душевної чистоти, на які намазують мед для солодкого життя та часник для здоров'я. Типовим супом є капустниця, густий суп із квашеної капусти. У деяких домогосподарствах до нього додають сушені сливи, гриби чи вершки, у деяких замість них подають суп із бобових — адже бобові символізують достаток і мають забезпечити хороший урожай і на наступний рік. Як основну страву подають коропа з картопляним салатом. Наприкінці застілля подають різноманітні десерти, коржі та печеню — печені кульки, які поливають молоком і посипають маком.
Увесь день завершується опівночною месою.

## Традиція
Перед початком святвечірньої вечері члени деяких родин малюють медом на лобі невеликий хрест, щоб усі були добрими один до одного. Раніше дівчата ходили до кошари зі свинями, били ногою у двері кошари та скільки разів задзвонила свиня, через стільки років, за традицією, дівчина виходила заміж. Подекуди цей звичай зберігається й сьогодні.